# Ctenophthalmus blandulus
Ctenophthalmus blandulus är en loppart som beskrevs av Smit 1960. Ctenophthalmus blandulus ingår i släktet Ctenophthalmus och familjen mullvadsloppor. Inga underarter finns listade i Catalogue of Life.